# Valérie Wagner

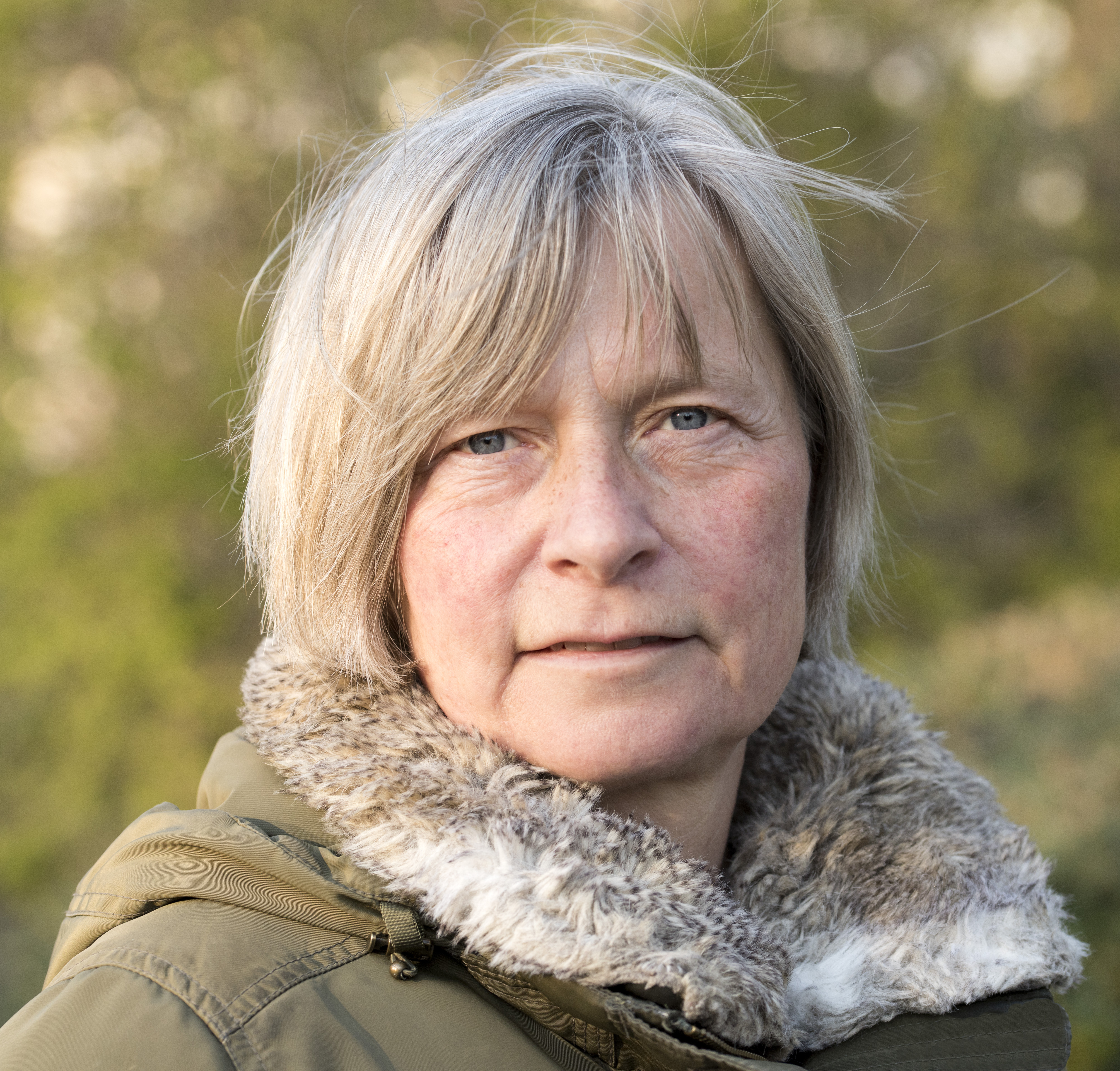
Valérie Wagner (2020)

Valérie Wagner (* 1965 in Detmold) ist eine deutsche Fotografin, Künstlerin und Autorin. Sie lebt und arbeitet in Hamburg.

## Werdegang
Von 1986 bis 1989 studierte Valérie Wagner Musik- und Literaturwissenschaften an der Universität Hamburg und im Anschluss als Stipendiatin des Studienwerks Villigst in London Fine Art. Seit 1992 ist sie freischaffende Fotokünstlerin. Die Theaterarbeit Wagners im Bühnen- und Lichtdesign (1986 bis 2001) beeinflusste ihre fotografische Arbeit hinsichtlich der Verbindung von Lichtführung, Inszenierung und Fotoinstallation.

„Valérie Wagner hat einen Blick für die Widersprüche des Lebens. Sie misstraut dem ersten Eindruck und sucht den Sinn hinter den Dingen. Sie zerlegt, setzt neu zusammen und konfrontiert. Und immer ist sie im Dialog mit den Menschen, die sie fotografiert.“

## Auszeichnungen (Auswahl)
- 1987–1991 Stipendium des Studienwerk Villigst[7][8]
- 2008 Kunstpreis Ökologie[9]

## Werk
Ihre Projekte setzt Valérie Wagner als serielle Arbeiten um. Diese Arbeiten folgen einem konzeptionellen Ansatz. Dabei steht der Mensch in seiner Beziehung zu sich selbst und zur Umwelt im Zentrum ihres künstlerischen Schaffens.

### Ausstellungen (Auswahl)
- 2001 Barbiecue, Museum der Arbeit Hamburg[12]
- 2005 Diesseits, Triennale der Photographie Hamburg[13]
- 2011 Mit Haut und Haaren, Essenheimer Kunstverein in Mainz[6]
- 2011 Zwischen Himmel und Erde, Internationale Gartenschau 2013 Hamburg (IGS 2013)[2][14]
- 2015 Ohne Worte, Triennale der Photographie Hamburg[15]
- 2015 Zwischen Himmel und Erde, Marktkirche Hannover[16][17]
- 2018 hier & morgen, Ministerium für Soziales Kiel[18]
- 2020 return codes, Kunsthaus Hamburg[19]

### Fotofilm
- 2011 Fotofilm zur Ausstellung Zwischen Himmel und Erde 2011 und 2013[20]

### Publikationen (Auswahl)
- Diesseits: Katalog zur Ausstellung, Triennale der Photographie Hamburg 2005, Sankt Ansgar Verlag, ISBN 3-932379-99-3[21]
- Ohne Worte: Bildband zur Ausstellung Ohne Worte, Triennale der Photographie Hamburg 2015 / Erzbistum Hamburg, 2015, ISBN 978-3-00-049376-8[1][15]
- Max Himmelheber-Stiftung (Hrsg.): Scheidewege. Jahresschrift für skeptisches Denken. Jahrgang 49 - 2019/2020. S. Hirzel Verlag, Stuttgart 2019, ISBN 978-3-7776-2813-4 (valeriewagner.de [PDF] Valérie Wagner, Closed Up, Ein Fotoprojekt im Hochsicherheitstrakt einer Forensischen Psychiatrie (Ausschnitt Seite 308 bis 328)).

### Projekte (Auswahl)
- 1996–1999: FederKörper, KörperWasser, KörperLand[22][23]
- 1998–1999: Parks in Hamburg[22][23]
- 1998–2001: BarbieCue[24][23][25]
- 2003–2005: DIESSEITS[26][17]
- 2009–2011: Zwischen Himmel und Erde[27][17][28]

Valérie Wagner wird von der Bildagentur plainpicture vertreten.